# Мовсесян, Степан Сарибекович
Степан Сарибекович Мовсесян (1915, село Дагети, Тифлисский уезд, Российская империя — неизвестно, Ереван, Армянская ССР) — заведующий конефермой колхоза имени Сталина Тетрицкаройского района, Грузинская ССР. Герой Социалистического Труда (1949).

## Биография
Родился в 1915 году в крестьянской семье в селе Дагети (Дагетхачини) Тифлисского уезда. После окончания местной сельской школы трудился в сельском хозяйстве до призыва в Красную Армию в июне 1939 года. Участвовал в Великой Отечественной войне. Воевал в составе 789-го артиллерийского полка 251-й стрелковой дивизии (позднее — 1162-го стрелкового полка 352-й стрелковой дивизии). После демобилизации возвратился на родину, где трудился в колхозе имени Сталина Тетрицкаройского района. С 1948 года — заведующий конефермой в этом же колхозе.
В 1948 году по итогам работы рабочие конефермы вырастили 20 жеребят от 20 кобыл. Указом Президиума Верховного Совета СССР от 11 августа 1949 года удостоен звания Героя Социалистического Труда за «получение высокой продуктивности животноводства в 1948 году» с вручением ордена Ленина и золотой медали «Серп и Молот» (№ 4431).
Этим же указом звание Героя Социалистического Труда был награждён старший конюх колхоза имени Сталина Оганес Магоевич Мкртычян.
После выхода на пенсию проживал в селе Дагети (Дагетхачини), затем переехал в Ереван. С 1968 года — персональный пенсионер союзного значения. Дата смерти не установлена (после марта 1985 года).
Награды
- Герой Социалистического Труда
- Орден Ленина
- Орден Трудового Красного Знамени (04.08.1951)
- Орден Славы 3 степени (28.02.1945)
- Орден Отечественной войны 1 степени (11.03.1985)
- Медаль «За отвагу» (20.11.1944)